# Parachernes sabulosus
Parachernes sabulosus är en spindeldjursart som först beskrevs av Albert Tullgren 1909.  Parachernes sabulosus ingår i släktet Parachernes och familjen blindklokrypare. Inga underarter finns listade i Catalogue of Life.